# Ålidtjärnen
Ålidtjärnen är en sjö i Bjurholms kommun i Ångermanland och ingår i Lögdeälvens huvudavrinningsområde. Ålidtjärnen ligger i Lögdeälven Natura 2000-område.